# Agriogomphus
Agriogomphus – rodzaj ważek z rodziny gadziogłówkowatych (Gomphidae).

## Podział systematyczny
Do rodzaju należą następujące gatunki:
- Agriogomphus ericae (Belle, 1966)
- Agriogomphus jessei (Williamson, 1918)
- Agriogomphus sylvicola Selys, 1869
- Agriogomphus tumens (Calvert, 1905)